# Nitreto de prata
Nitreto de prata é um composto químico inorgânico explosivo com fórmula Ag3N. Apresenta-se como um sólido preto com aspecto metálico  o qual é formado quando óxido de prata ou nitrato de prata  é dissolvido em soluções concentradas de amônia, causando formação de um complexo amida ou imida-prata que subsequentemente decompõe-se em Ag3N.